# جايسون إيزبل
جايسون إيزبل (بالإنجليزية: Jason Isbell)‏ هو مغن مؤلف ومغني وعازف قيثارة أمريكي، ولد في 1 فبراير 1979 في Green Hill, Alabama ‏ في الولايات المتحدة.

## وصلات خارجية
- الموقع الرسمي
- جايسون إيزبل على موقع IMDb (الإنجليزية)
- جايسون إيزبل على موقع ميوزك برينز (الإنجليزية)
- جايسون إيزبل على موقع رولينغ ستون (الإنجليزية)
- جايسون إيزبل على موقع أول ميوزيك (الإنجليزية)
- جايسون إيزبل على موقع ديسكوغز (الإنجليزية)
- جايسون إيزبل على موقع قاعدة بيانات الفيلم (الإنجليزية)